# Koksijde
Koksijde (franceză Coxyde) este o comună neerlandofonă situată în provincia Flandra de Vest, regiunea Flandra din Belgia. La 1 ianuarie 2008 avea o populație totală de 21.515 locuitori. Koksijde este o stațiune litorală belgienă la Marea Nordului.

## Geografie
Comuna actuală Koksijde a fost formată în urma unei reorganizări teritoriale în anul 1977, prin înglobarea într-o singură entitate a 3 comune învecinate. Suprafața totală a comunei este de 43,96 km². Comuna este subdivizată în secțiuni, ce corespund aproximativ cu fostele comune de dinainte de 1977. Acestea sunt:
| - I. Koksijde - IV. Koksijde-bad - V. Sint-Idesbald - II. Oostduinkerke - III. Wulpen |

Localitățile limitrofe sunt:
| - Comuna Nieuwpoort: - a. Nieuwpoort - b. Ramskapelle - Comuna Veurne: - c. Booitshoeke - d. Veurne - Comuna De Panne: - e. Adinkerke - f. De Panne |

## Localități înfrățite
- Surinam: Albina;
- Austria: Bad Schallerbach;
- Germania: Konz;
- Germania: Biedenkopf;
- Germania: Neustadt an der Orla;
- Franța: La Charité-sur-Loire;
- Belgia: Wanze.